# Protanypus morio
Protanypus morio är en tvåvingeart som först beskrevs av Zetterstedt 1838.  Protanypus morio ingår i släktet Protanypus och familjen fjädermyggor. Arten är reproducerande i Sverige. Inga underarter finns listade i Catalogue of Life.